# Hermann von der Lieth-Thomsen

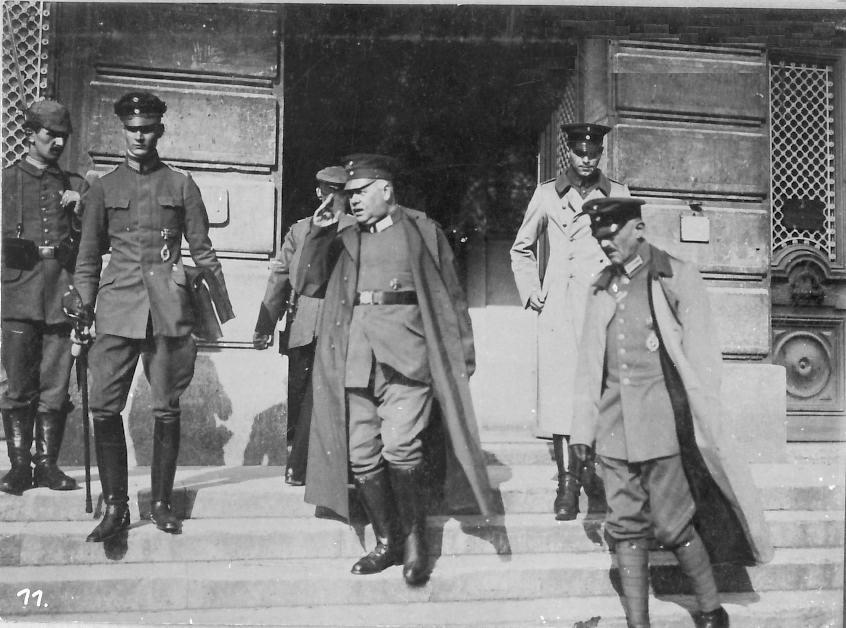
Hermann Thomsen (Bildmitte), Oktober 1916

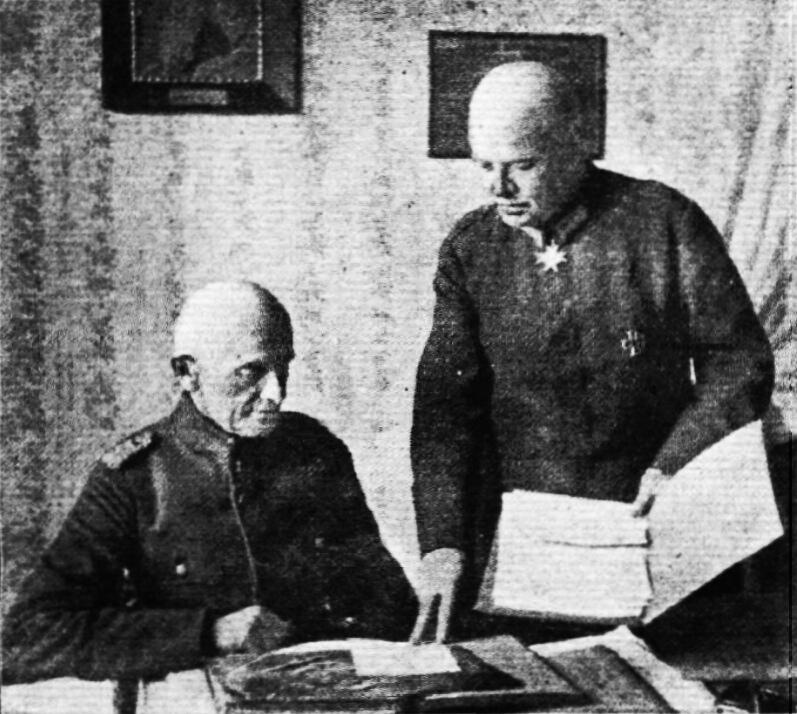
General von Hoeppner und Oberstleutnant Thomsen

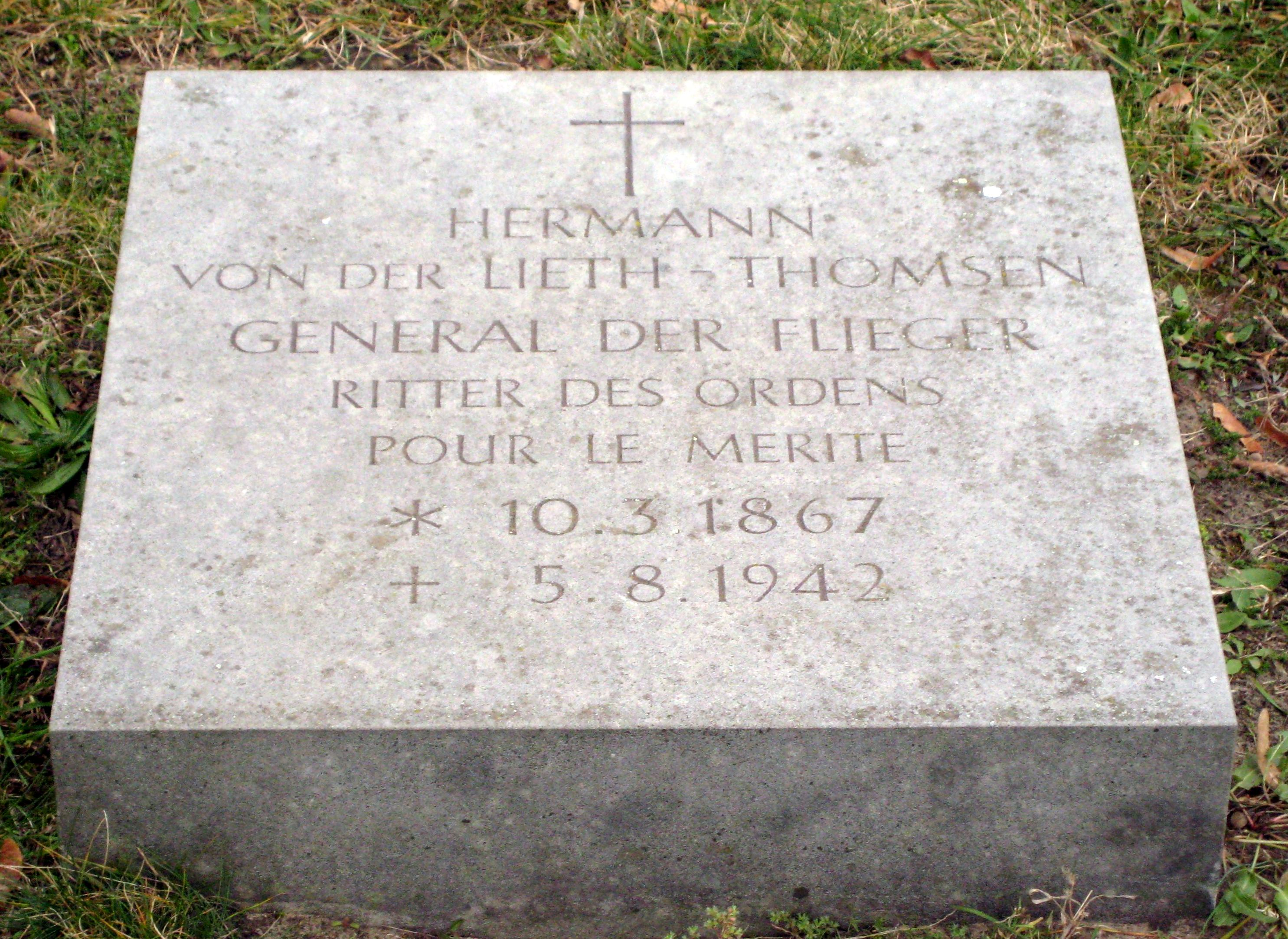
Grab auf dem Invalidenfriedhof, Berlin

Hermann von der Lieth-Thomsen, geboren als Hermann Thomsen (* 10. März 1867 in Flensburg; † 5. August 1942 in Berlin-Zehlendorf) war ein deutscher General der Flieger, der als Mitbegründer der deutschen Luftstreitkräfte gilt.

## Leben
Thomsen war Spross einer Bauernfamilie aus Dithmarschen. Sein Großvater Peter Thomsen war mit Martha von der Lieth verheiratet und da sie die Letzte ihrer Familie war, erhielt das Ehepaar die Erlaubnis zum vereinigten Namen „von der Lieth-Thomsen“. Die Familie der Großmutter war nicht adelig, aber es gab ein gleichnamiges bremisches Uradelsgeschlecht.
Hermann von der Lieth-Thomsen trat am 1. Oktober 1887 als Fahnenjunker in das Schleswig-Holsteinische Pionier-Bataillon Nr. 9 der Preußischen Armee ein und wurde am 21. September 1889 zum Sekondeleutnant befördert. Er diente ab Mitte Oktober 1890 sechs Jahre lang als Kompanieoffizier im 1. Lothringischen Pionier-Bataillon Nr. 16, wurde anschließend zur 3. Ingenieur-Inspektion versetzt sowie zur Festung Metz kommandiert. Zur weiteren Ausbildung als Stabsoffizier war Thomsen vom 1. Oktober 1897 bis 20. Juli 1900 an der Kriegsakademie. Nach anschließenden kurzzeitigen Truppendienst wurde er am 1. April 1901 zum Großen Generalstab kommandiert. Zwei Jahre später wurde er zur Festung Straßburg versetzt, wo er vom 18. April 1903 bis zum 18. Oktober 1905 als Kompaniechef im 2. Elsässischen Pionier-Bataillon Nr. 19 diente und am 15. September 1904 seine Beförderung zum Hauptmann erhielt. Die folgenden Jahre verbrachte Thomsen im Großen Generalstab, wo er seit 1907 innerhalb der Technischen Sektion mit der Bearbeitung des Flugwesens beauftragt war. Er selbst nahm allerdings erst am 8. Oktober 1909 an einem Flug teil. Am 20. März 1911 zum Major befördert, wurde er 1913 der Inspektion des Militär-Luft- und Kraftfahrwesens unter General Wilhelm Messing zugeteilt. Am 17. Februar 1914 folgte seine Versetzung nach Hanau zum Stab des Eisenbahn-Regiments Nr. 2.

## Im Ersten Weltkrieg
Bei Beginn des Ersten Weltkrieges wurde Thomsen nach einem kurzen Einsatz bei der 8. Armee, mit der er an der Schlacht bei Tannenberg beteiligt war, als Generalstabsoffizier des Luftschiffes Z V (Kommandant Hauptmann Grüner) an der Ostfront eingesetzt. Am 22. August, dem Tag, an dem Z V bei einem Angriff auf den Bahnhof Mława in Russisch-Polen verloren ging, wurde er jedoch als Ia zum XXIV. Reserve-Korps abberufen. Mit diesem nahm er an den Kämpfen um Ypern sowie am „Winterfeldzug in den Karpathen“ 1914/15 teil. Am 27. März 1915 wurde er zum Chef des Feldflugwesens im Großen Hauptquartier berufen und der Obersten Heeresleitung zugeteilt. Am 10. August 1916 ließ er die ersten Jagdstaffeln nach den Vorschlägen von Oswald Boelcke aufstellen. Ab November 1916 diente er als Stabschef beim neuen Kommandierenden General der Luftstreitkräfte (Kogenluft), Ernst von Hoeppner; seine bisherige Dienststellung als Chef des Feldflugwesens wurde aufgelöst. Nachdem er beide Klassen des Eisernen Kreuzes und das Ritterkreuz des Königlichen Hausordens von Hohenzollern mit Schwertern erhalten hatte, wurde er am 8. April 1917 mit dem Orden Pour le Mérite ausgezeichnet sowie am 18. August 1918 zum Oberst befördert.

## Deutsch-sowjetische Militärkooperation
Infolge des Friedensvertrags von Versailles durfte Deutschland keine Luftstreitkräfte mehr unterhalten, keine Kriegsschiffe und Militärluftfahrzeuge bauen, keinen Generalstab unterhalten und musste auf seine militärischen Attaches im Ausland verzichten. Nach einer kurzen Tätigkeit im preußischen Kriegsministerium schied Thomsen am 11. August 1919 aus dem Militärdienst aus mit dem Absicht, sich diesen international untersagten militärischen Entwicklungen zuzuwenden. Das diente allerdings nur der Tarnung, damit er sich als „Privatperson“  u. a. dem verbotenen Aufbau einer deutschen Luftwaffe und der Schaffung dafür notwendiger Rahmenbedingungen widmen konnten. Im Auftrag des Reichswehrministers befand er sich in der Gruppe von Offizieren, die ab 1921 gezielt eine militärische Zusammenarbeit zwischen der Roten Armee und der Reichswehr herstellten. Dazu war an der Deutschen Gesandtschaft in Moskau das sogenannte Büro „R.“ eingerichtet worden. Über diesen Weg wurde in den 1920er Jahren die Militärkooperation mit der Sowjetunion gewährleistet. Sie betraf den Bau von Flugzeugen, die Produktion von Munition, die Ausbildung von Panzerfahrern und Erprobung dieser Waffen, die Herstellung und Erprobung von Kampfgasen, den Austausch und die Qualifikation von Generalstabsoffizieren, die Ausbildung von Piloten sowie die Erprobung von Flugtechnik. Vor allem mit dem Letztgenannten war er intensiv am verdeckten Aufbau einer Luftwaffe beteiligt und leitete ab 1925 die deutsche Militärmission in der Sowjetunion. Bestandteil war auch die gemeinsame Teilnahme an Manövern. Getragen war diese Entwicklung der Militärmission von der Motivation, sich „Russland“ nicht zum Feind zu machen und der Illusion, auf diesem Weg politisch auf die bestehenden Machtverhältnisse Einfluss nehmen zu können. Es war für ihn ein schwer zu verkraftender Schlag, als Adolf Hitler 1933 anwies, diese Militärkooperation umgehend einzustellen. Ab diesem Zeitpunkt wurde die Rote Armee in der operativen und nachrichtendienstlichen Aufklärung unter „Fremde Heere“ bearbeitet.

## Im Reichsluftfahrtministerium
Bald danach erkrankte er an einem Augenleiden und erblindete. Dennoch wurde er bei der Aufstellung der deutschen Luftwaffe am 1. November 1935 wieder offiziell als Offizier geführt, zum Generalmajor befördert und nominell zum Abteilungsleiter in der Kriegswissenschaftlichen Abteilung der Luftwaffe im Reichsluftfahrtministerium ernannt. 1939 erfolgte seine Beförderung zum General der Flieger. Obwohl schon 75-jährig und vollkommen blind, war von der Lieth-Thomsen zum Zeitpunkt seines Todes im Sommer 1942 noch immer aktiver Luftwaffenoffizier.
Hermann von der Lieth-Thomsen starb in einem Kurhotel auf Sylt und wurde auf dem Invalidenfriedhof in Berlin beigesetzt. Der ursprüngliche Grabschmuck ist nicht erhalten, das Grab wird aber seit dem Jahr 2000 von einem Restitutionsstein markiert. Am 15. Juli 2017 wurde die General-Thomsen-Kaserne in Stadum in Südtondern-Kaserne umbenannt.

## Familiäres
Sein Sohn Joachim von der Lieth-Thomsen (1896–1918) war Marineflieger, wurde im Juli 1917 über der Themsemündung abgeschossen und verstarb am 19. November 1918 in britischer Kriegsgefangenschaft.